# 日本私法学会
日本私法学会（にほんしほうがっかい、英:  Japan Association of Private Law）は、民法・商法・民事訴訟法など私法に関心を持つ研究者・実務家などで組織された学会である。

## 活動
1948年創立。会員数は約2000名。毎年、私法学会大会において、研究発表会、シンポジウム、ワークショップが開催されている。大会は関西、関東の大学で毎年秋に交互に開催されるが、特別大会が催されることもある。また、学会報告やシンポジウムの内容をまとめたものが毎年、雑誌『私法』として発行されている。
初代の我妻栄にはじまり、鈴木竹雄、川島武宜、矢沢惇、加藤一郎、星野英一、竹内昭夫、米倉明、平井宜雄、落合誠一、能見善久、神田秀樹ら民商法の学者が、歴代の理事長を務めている。

## 役員
（2024年10月現在）
| 理事長 | 藤田 友敬  | 東京大学     |
| 理事   | 足立公志朗 | 神戸学院大学 |
| 理事   | 今川 嘉文  | 龍谷大学     |
| 理事   | 梅本 剛正  | 甲南大学     |
| 理事   | 大澤 彩    | 法政大学     |
| 理事   | 大島 梨沙  | 青山学院大学 |
| 理事   | 沖野 眞已  | 東京大学     |
| 理事   | 梶山 玉香  | 同志社大学   |
| 理事   | 加藤 雅之  | 日本大学     |
| 理事   | 久保 大作  | 大阪大学     |
| 理事   | 栗田 昌裕  | 名古屋大学   |
| 理事   | 黒田美亜紀 | 明治学院大学 |
| 理事   | 黒沼 悦郎  | 早稲田大学   |
| 理事   | 小柿 徳武  | 大阪公立大学 |
| 理事   | 小塚荘一郎 | 学習院大学   |
| 理事   | 酒井 太郎  | 一橋大学     |
| 理事   | 榊 素寛    | 神戸大学     |
| 理事   | 白井 正和  | 京都大学     |
| 理事   | 鈴木千佳子 | 慶應義塾大学 |
| 理事   | 諏訪野 大  | 近畿大学     |
| 理事   | 髙嶌 英弘  | 京都産業大学 |
| 理事   | 髙橋 美加  | 立教大学     |
| 理事   | 土田 亮    | 上智大学     |
| 理事   | 徳本 穣    | 九州大学     |
| 理事   | 中村 肇    | 明治大学     |
| 理事   | 根本 尚徳  | 北海道大学   |
| 理事   | 原 弘明    | 関西大学     |
| 理事   | 松井 智予  | 東京大学     |
| 理事   | 松岡 啓祐  | 専修大学     |
| 理事   | 本山 敦    | 立命館大学   |
| 理事   | 山口 亮子  | 関西学院大学 |
| 理事   | 横山 美夏  | 京都大学     |
| 理事   | 吉永 一行  | 東北大学     |
| 理事   | 渡邉 知行  | 成蹊大学     |
| 監事   | 櫛橋 明香  | 東北大学     |
| 監事   | 吉政 知広  | 京都大学     |